# 勢田勝郭
勢田 勝郭（せた かつひろ、1948年〈昭和23年〉 - ）は、中世日本文学を専門とする日本の研究者、教育者。博士（文学）。奈良工業高等専門学校名誉教授。和歌・連歌・俳諧の検索システム「Keiko」を開発し、データベースは国際日本文化研究センターに寄贈されている。連歌研究にコンピュータを応用した先駆者であり、著書に『連歌の新研究』がある。奈良工業高等専門学校では将棋部を強豪として育てるとともに、2007年から2011年までロボコンプロジェクトの指導教員を務め、NHK高専ロボコンにおける同校の躍進を支えた。和歌山県橋本市の前田邸所蔵資料の調査研究も進め、橋本市文化財保護審議会委員や講演会講師、施設紹介でも活動した。

## 来歴・人物

### 中世日本文学の研究者として
1948年（昭和23年）生まれ、和歌山県出身。岡山大学法文学部文学科に進み、1974年に卒業。大学院に進学し、1976年（昭和51年）に岡山大学大学院 文学研究科 国文学を修了する。津山工業高等専門学校（以下、津山高専）講師、助教授を経て奈良工業高等専門学校（以下、奈良高専）で助教授、教授を歴任。この間、2001年に安田女子大学で論文博士により博士（文学）の学位を取得。2012年3月に奈良高専を定年退職し、後に同校名誉教授となる。
1983年には橋本市にある応其寺に所蔵された『無言抄』について論文を発表。1984年には赤羽学と共著で『無言抄』や『匠材集』を出版。1992年から1995年にかけては、『連歌の新研究』を刊行する。これは論考編と3冊の索引編で構成されており、『論考編』では春秋を3句以上連続させる傾向が南北朝時代からあったことを指摘している。
勢田本人曰く、1980年（昭和55年）から「連歌句集、百韻、千句の本文をパーソナルコンピュータ用にデータ入力してきた」といい。前述の『連歌の新研究』にもコンピュータを利用して分析を行っている。1990年8月に開催された津山高専のコンピュータ教育講座では、講師の一人を務めている。1993年には和歌・連歌・俳諧の用例検索システム「Keiko」を発表。1994年と1995年には勢田による和歌検索システム「Keiko-W」が発売されている。
2002年（平成14年）には和歌・連歌・俳諧のデータベースを国際日本文化研究センターに寄贈しており、2002年度から一般公開されている。さらに連歌研究支援用例検索システム「Keiko II-R」とその俳諧バージョン「Keiko II-H」が国際日本文化研究センターでCD-ROMが配布され、連歌と俳諧のデータベースは山田奨治と岩井茂樹が作成した連歌語彙連想データベースに用いられた。一方で、2003年には和歌山県橋本市の前田邸が所蔵している俳諧や石門心学の資料について、調査と研究を開始している。

### 強豪奈良高専
奈良高専において勢田は将棋部の顧問を務め、同部を強豪校に育て上げる。さらに、当時一回戦負けが多かった同高専のロボットコンテスト（ロボコン）チームを強くするため、2007年に設立された「ロボコンプロジェクト」のプロジェクトリーダーに就任。勢田は専門外ながらも遅くまで活動する学生を親身になって支えたという。勢田は専用の活動場所を学校に要望し、2008年に「ものづくり工房」が設置される。同年の大会において、奈良高専は近畿地区大会優勝を達成、全国大会に出場する。
翌2009年に地区大会で敗退した際の「俺はもう一度国技館に行きたかった」という勢田の言葉に学生は奮起し、奈良高専ではそれまで5年生は引退していたが、高橋智也や大畑直樹、川節拓実らが5年生でも2010年大会に参加する。「隼」は全国大会出場を決め、大会最速記録、全国ベスト8、アイデア賞受賞を成し遂げた。さらに翌2011年大会の近畿地区大会において、奈良高専は優勝・準優勝の1・2フィニッシュを達成している。

### 定年退職後
2012年（平成24年）3月、「この世にし生まれしことぞ有難き何誇るべきこの身ならねど」と記し、定年退職。その後も2012年度は奈良高専の授業を担当。さらに同校名誉教授として公開講座の講師を務めたり、中世文学会の平成26年度大会や俳文学会平成27年度全国大会でも研究発表を行った。一方で四国八十八箇所巡りにも挑戦しており、2012年度の時点で88か所中40か所まで巡ったという。
2015年には、奈良高専「大和」がロボコン全国大会で初優勝、およびロボコン大賞とのダブル受賞を果たす。大会当日に奈良高専で大会中継（パブリックビューイング）を見守る勢田も、テレビや書籍で取り上げられた。また、2017年には全国高専将棋大会において奈良高専は、9度目の優勝、大会4連覇を達成している。

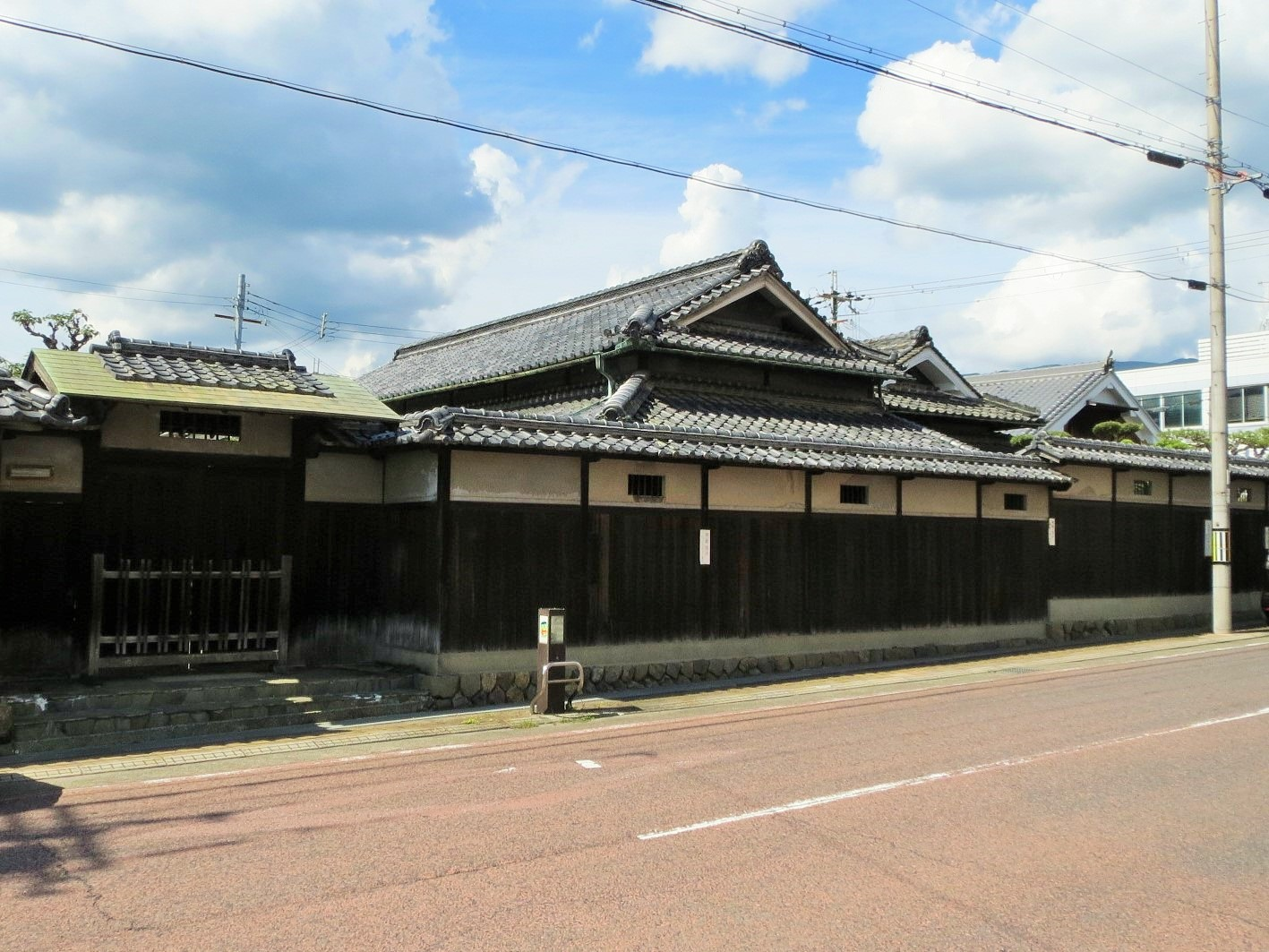
和歌山県橋本市にある国の登録有形文化財・前田邸。

和歌山県橋本市にある前田邸において、勢田は2007年で開催された「高野口夜学！―江戸石門心学を学ぼう」で講師を務めていたが、橋本市文化財保護審議会の委員にも就任。前田邸では近隣の小学生が見学した際の施設紹介も担当し、2016年には奈良高専の公開講座においても、前田邸に所蔵されている乃木希典の「爾霊山詩」を扱っている。
また、勢田は名誉教授として2015年以降も奈良高専の研究紀要に研究成果を投稿（節「奈良工業高等専門学校紀要」参照）。2016年3月には木食応其に関して豊臣秀次切腹事件に対する私見を、2020年（令和2年）3月には『愛宕百韻』に関する注釈と再検討を発表している。

## 用例検索システム Keikoシリーズ

### 和歌・連歌・俳諧用例検索システム Keiko
MZ-2500シリーズのBASICで開発を始め、後にMS-DOSのシステムに移行。1993年9月の『人文学と情報処理』で紹介した際に、「Keiko」と名付けたという。勢田はこのシステムを用いて、『連歌の新研究』の成果を挙げた。

### 和歌用例検索システム Keiko-W
『和歌用例検索システム Keiko-W』、NCID BN14317827として販売。
- 第1期（データライブラリ・ディスク No.1-6）、勉誠データセンター、1995年5月[16]。
  - No.1 勅撰集1 - 古今集、後撰集、拾遺集、後拾遺集
  - No.2 勅撰集2 - 金葉集（二度本、三奏本）、詞花集、千載集、新古今集
  - No.3 勅撰集3 - 新勅撰集、続後撰集、続古今集、続拾遺集
  - No.4 員数歌1 - 堀河百首、永久百首、為忠家初度百首、為忠家後度百首、久安百首
  - No.5 私家集1 - 三十六歌仙集（その1）
  - No.6 私家集2 - 三十六歌仙集（その2）
- 第2期（データライブラリ・ディスク No.7-12）、ビー エス データ株式会社、1996年2月[16]。
  - No.7 勅撰集4 - 新後撰集、玉葉集、続千載集
  - No.8 勅撰集5 - 続後拾遺集、風雅集、新千載集
  - No.9 勅撰集6 - 新拾遺集、新後拾遺集、新続古今集
  - No.10 員数歌2 - 正治初度百首、正治後度百首、建保名所百種、為尹千首
  - No.11 私家集3 - 恵慶集、実方集、好忠集、長能集、清少納言集、紫式部集、公任集、和泉式部集、和泉式部続集、赤染衛門集、伊勢大輔集、相模集
  - No.12 私家集4 - 祐子内親王家紀伊集、顕季集、散木奇歌集、基俊集、顕輔集、待賢門院堀河集、清輔集、林葉集

### 連歌研究支援用例検索システム Keiko II-R
MS-DOS用であった「Keiko」をWindows版にしたもののうち、連歌用のシステムが「Keiko II-R」であり、2002年8月31日時点でデータ総数は22万8千186句を数える。国際日本文化研究センターにおいて希望者にCD-ROMで配布され、岩波書店の『文学』第3巻第5号2002年9.10月号で紹介された。なお、センターで配布されたCD-ROMは最新版ではなく、付句選択や作風識別といった追加プログラムを持たない。

### 俳諧研究支援用例検索システム Keiko II-H
Keiko II-Rの付録として配布されたもの。Keiko II-Rのプログラムを手直しして俳諧に対応させており、検索パターンも同様。データ総数は6万7千394句。

## 国際日本文化研究センターのデータベース

### 和歌・俳諧・連歌のデータベース
2002年1月の段階で、和歌は19万423件、俳諧は2万5千652件、連歌は19万7千228件をそれぞれ収録している。2002年度（平成14年度）に公開された。勢田の「日本研究のために役立てて欲しい」という申し出により、国際日本文化研究センターに寄贈されたもの。
山田奨治と岩井茂樹は「とくに連歌については、その規模とデータの正確さの点において、他に類例のない貴重なデータベース」と評価しており、データ化にあたって勢田は浜千代清、寺島樵一、重松裕己、両角倉一、奥野純一、岩下紀之、光田和伸、大村敦子らの協力を得たという。

### 連歌連想語彙データベース
山田奨治らによって作成された連歌語彙連想データベース 。勢田が提供した上記データベースのうち、連歌と俳諧のデータベースを元にしており、岩井茂樹が語彙の整理を行っている。

## 主な著作

### 学位論文
- 『連歌とその式目作法についての新研究』安田女子大学〈博士学位論文（乙第4号）〉、2001年12月13日、NAID 500000221410。

### 著書（単著）
- 『連歌の新研究』桜楓社（後 おうふう）、NCID BN07632198。
  - 論考編、1992年2月、ISBN 4273025825。
  - 索引編（七賢の部）、1993年2月、ISBN 4273026201。
  - 索引編（宗祇の部）、1994年2月、ISBN 4273027569。
  - 索引編（肖柏・宗長の部）、1995年2月ISBN 4273028204。

### 著書（共編著）
- 『無言抄』岡山大学池田家文庫等刊行会 編、福武書店〈岡山大学国文学資料叢書 6-1〉、1984年7月、ISBN 4828826017。- 赤羽学との共著[35][36]
- 『匠材集』岡山大学池田家文庫等刊行会 編、福武書店〈岡山大学国文学資料叢書 6-2〉、1984年7月、ISBN 4828826025。- 赤羽学との共著[35][37]
- 「佐野のわたり（宗碩 原著）」『中世日記紀行文学全評釈集成 第7巻』勉誠、2004年12月、ISBN 4585051341[注 7]。
- 『前田家所蔵書画貼交六曲一双屏風』双松舎友の会編集、高野口町商工会〈紀伊国名倉村双松舎資料集 2〉、2009年7月、NCID BB00795258。
- 『『笈の小文』の旅程・経路の再検討』勢田勝郭 執筆・編集、橋本市郷土資料館 編、橋本市郷土資料館〈橋本市郷土資料館報 第30号〉、2015年3月、NCID BB19079288。
- 『前田家蔵、乃木希典「爾霊山詩」・志賀重昂「和詩」について』勢田勝郭 執筆・編集、橋本市郷土資料館〈橋本市郷土資料館報 第30号〉、2016年3月、NCID BC08014710[注 8]

### 論文・解説
- 「応其寺所蔵「無言抄」について」『連歌俳諧研究』第65号、1983年、40-44頁。
- 「連歌の「一句としての自立性」の条件」『日本語学』第6巻第11号（通算61号）、明治書院、1987年11月、35-42頁。
- 「染田天神連歌における作風の変遷」『中世文学』第33巻、1988年、54-65頁。
- 「和歌･連歌･俳諧用例検索システム“Keiko"について」『人文学と情報処理』(2)、勉誠出版、1993年9月、25-30頁。
- 「大和国在地武士の動向と染田天神連歌」『中世文学』第41巻、1996年、91-101頁。
- 「連歌研究支援用例検索システム「Keiko II-R」--付 俳諧バージョン「Keiko II-H」」『文学』第3巻第5号、2002年9月、136-149頁、NAID 40005582082。

（シンポジウム記録）
- 梅原猛、河合隼雄、勢田勝郭、中路正恒、光田和伸、山折哲雄「連歌の発想〈シンポジウム〉」『創造の世界』第90号、小学館、1994年5月、54-68頁。

## 研究紀要

### 岡大国文論稿
『岡大国文論稿』は、岡山大学言語国語国文学会による編集・出版。ISSN 0386-3123。
- 「十四世紀中期の長連歌に見える句末表現の整理について」第3号、1975年3月、8-16頁。
- 「永享九年北野社法楽万句「山何」に対する疑問 ― 応永～永享期の連歌に関する基礎的アプローチ ―」第8号、1980年、1-16頁。
- 「『異制庭訓往来』引用の連歌式目について ― それは鎌倉時代後～末期の「花下新式」ではあるまいか ―」第9号、1981年3月、25-33頁。
- 「兼載独吟俳諧百韻、宗祇独吟畳字俳諧百韻の再検討 ― 連歌式目との関係について論じ、畳字俳諧百韻の錯簡の可能性を指摘す ―」第10号、1982年3月、58-77頁。
- 「『匠材集』の原拠典籍の推定と本文訂正の試み ― 詞林三知抄・古今打聞・源氏物語千鳥抄・八雲御抄等 ―」第12号、1984年3月、104-114頁。
- 「『淀渡』の再検討 ― その内容について，宗祗作説の可否を問う ―」第14号、1986年3月、10-21頁。
- 「延徳二年後土御門院・宗伊両点「何船」の再検討」第19号、1991年3月、52-63頁。
- 「於清水寺名所百韻(月にふる)の再検討」第22号、1994年3月、114-124頁。

### 津山工業高等専門学校紀要
『津山工業高等専門学校紀要』、ISSN 02877066、NCID AN00149351。
- 「正平七年伊勢連歌｢何船｣の再検討 ― 応安新式に対する違反の程度について、同時代の中央連歌壇の諸作品と比較することにより奥野説を駁す ―」第17号、1979年10月、71-84頁、NAID 120006580318。
- 「連歌における春・秋の句の三句以上連続の制約化の時代について」第18号、1980年10月、134-150頁、NAID 120006580306。
- 「新式今案の｢花｣の規定について ― 当時の｢花｣の認定基準、｢域｣の有無、その補訂の意図、｢余花｣等 ―」第19号、1981年10月、98-106頁、NAID 120006580288。
- 「紹巴流連歌についての試論 ― 宗祇の連歌との相異、その特質と魅力 ―」第20号、1982年10月、126-140頁、NAID 120006580276。
- 「文安雪千句における錯簡と国会図書館蔵『連歌合集』本、東大寺図書館本の本文の優劣について」第23号、1986年1月、190-202頁、NAID 120006580236。
- 「崇徳院法楽連歌の懐紙面配列の再検討」第24号、1987年2月、185-198頁、NAID 120006580212。
- 「宗祇一座の現存百韻・千句資料より自選句集に採録された句について」第26号、1989年2月、153-168頁、NAID 120006580171。
- 「醍醐寺蔵『諸尊法』紙背連歌懐紙の再検討 ―懐紙順序の推定と連歌史上におけるその意義 ―」第27号、1990年3月、137-148頁、NAID 120006580156。
- 「七賢関係百韻千句句集における『竹林抄』入集句の調査」第28号、1991年3月、145-170頁、NAID 120006580141。

### 奈良工業高等専門学校紀要
『奈良工業高等専門学校紀要』、ISSN 0387-1150。
- 「筒井・松永争覇期における大和国在地武士の動向」第40号、2004年度、178-171頁、NAID 110001243013。
- 「前田家所蔵『文鵲七十賀俳諧集』（仮称）について」第41号、2005年度、180-171頁、NAID 40007358399。
- 「関白秀次失脚自刃事件と木食応其上人」第51号、2016年3月、39-30頁。
- 「連歌去嫌の総合的再検討」第52号、2017年3月、58-44頁。
- 「文禄三年三月四日「何衣」百韻と豊臣家の内紛」、第53号、2018年3月、38-30頁。
- 「寛正～文明期の連歌における「七賢風」と「宗祇風」」第54号、2019年2月、46-39頁。
- 「『愛宕百韻』の注解と再検討」第55号、2020年3月、41-28頁。
- 「「湯山三吟」の新注解」第56号、2021年3月、75-60頁。
- 「宗祇独吟『遺誡百韻』の新注解」第57号、2022年3月、56-43頁。
- 「宗祇独吟「月の秋」百韻注解」第58号、2023年3月、1-14頁。